# Мустя, Георгий
Георгий Мустя (рум. Gheorghe Mustea; род. 1 мая 1951, с. Мындрешты, Теленештский район, Молдавская ССР) — молдавский дирижёр и педагог; профессор, академик Академии наук Молдовы. Народный артист Молдавской ССР (1991), Заслуженный человек Молдавии (2020).

## Биография
Георге Мустя родился в 1951 году в селе Мындрешты Теленештского района Молдавской ССР.
В 1975 году окончил Институт искусств им. Г. Музическу по классу флейты (профессор — В. Ротару). Также изучал композицию под руководством профессора В. Загорского и оперно-симфоническое дирижирование с профессором И. Алтерманом, закончив учёбу по этим классам в 1980 году.
С 1984 по 1986 Мустя специализировался как дирижёр с профессором А. Дмитриевым при Академическом симфоническом оркестре Ленинградской филармонии им. Д. Шостаковича.
В настоящее время Г. Мустя гастролирует с Национальным симфоническим оркестром «Телерадио-Молдова».

## Награды и звания
- Кавалер Ордена Республики (2000), награждён орденом «Трудовая слава» (1998), медалью «Михай Эминеску» (2000)[1].
- Заслуженный деятель искусств Молдавской ССР (1989), Народный артист Молдавской ССР (1991), Заслуженный человек Молдавии (2020)[2].
- Лауреат конкурса композиторских работ в Москве (1980, «Концерт для Оркестра № 1»).
- Лауреат Государственной премии Республики Молдова (1990, за сочинение оперы «А. Лэпушняну»).
- Национальная премия Республики Молдова (2013, Правительство Молдавии)[3].